# Rolf Döbbelin

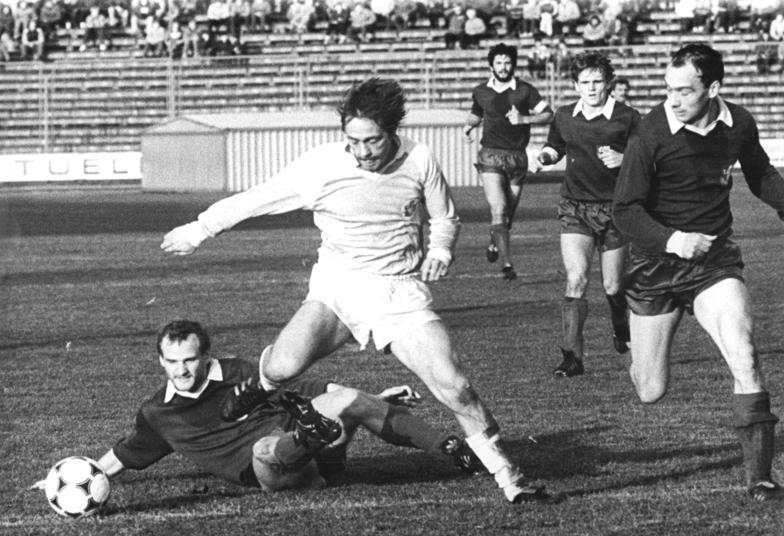
Rolf Döbbelin (erster von rechts) im Jahr 1986

Rolf Döbbelin (* 30. Januar 1955 in Tangermünde) war Fußballspieler in der DDR-Oberliga, der höchsten Fußballklasse im DDR-Sport. Dort spielte er für den 1. FC Magdeburg.

## Sportliche Laufbahn
Döbbelin begann bei der Betriebssportgemeinschaft Empor in Tangermünde organisiert Fußball zu spielen. 1967 wechselte er im Alter von zwölf Jahren zum Fußballschwerpunkt der Region, dem 1. FC Magdeburg. Dort hatte er 1969 bereits einen ersten Karrierehöhepunkt, als er mit der Schülermannschaft des FCM die DDR-Schülermeisterschaft gewann. Nach seinem Schulabschluss absolvierte er eine Lehre zum Maschinenbauer.
Über die Junioren- und die Nachwuchs-Mannschaft der Magdeburger kam Döbbelin in der Saison 1977/78 zum Oberligateam. Er wurde jedoch nur in einem Punktspiel am 22. April 1978 als rechter Verteidiger gegen den FC Carl Zeiss Jena (1:1) eingesetzt. Er fehlte auch beim Pokalgewinn des FCM 1978 und kam erst in der Spielzeit 1980/81 in der 1. Mannschaft richtig zum Zuge, als er mit 15 Punktspielen erstmals mehr als die Hälfte der Oberligabegegnungen einer Saison bestritt. Bereits am 19. September 1979 hatte er in der Begegnung FC Wrexham – 1. FC Magdeburg seinen Einstand in den Europapokalspielen der Magdeburger gegeben (2:3-Niederlage).
Zwischen Mai 1982 und März 1983 stand Döbbelin dem FCM wegen seines Militärdienstes nicht zur Verfügung und war auch beim erneuten Pokalsieg der Magdeburger 1983 nicht eingesetzt worden. Ab Sommer 1983 spielte sich Döbbelin wieder in die Stammformation des Klubs hinein und hatte am 28. September 1983 sein wohl wichtigstes Spiel seiner Karriere, als er zum Rückspiel im Europapokal der Pokalsieger beim FC Barcelona antreten musste. Nach der 1:5-Hinspielniederlage (ohne Döbbelin), schieden die Magdeburger nach einem 0:2 bereits in der 1. Runde aus. Der 1,82 m große Döbbelin war inzwischen vom Verteidiger zum Mittelfeldspieler umfunktioniert worden.
Der 1. FC Magdeburg entfernte sich in der Folgezeit immer weiter von der Oberligaspitze, sodass es für Döbbelin keine Chance mehr auf Titel gab. In seinen letzten beiden Spielzeiten zwischen 1986 und 1988 lief er noch einmal zu großer Form auf, sodass er 1986/87 auf 25 und ein Jahr später auf 23 Punktspieleinsätze kam. Am vorletzten Spieltag der Saison 1987/88 stand Döbbelin im Spiel Rot-Weiß Erfurt – 1. FCM (3:1) zum letzten Mal in einem Oberligaspiel in den Reihen der Magdeburger Mannschaft. Für das Oberligateam hatte er in elf Jahren 131 Punktspiele bestritten und dabei sieben Tore erzielt. Dazu kamen 13 Einsätze im nationalen Pokalwettbewerb und zehn Europapokalspiele.
- Alle Spiele und alle Tore in der Oberliga:
  - 1977/78: 01 Spiel
  - 1978/79: 03 Spiele, 1 Tor
  - 1979/80: 11 Spiele
  - 1980/81: 15 Spiele, 1 Tor
  - 1981/82: 14 Spiele, 1 Tor
  - 1982/83: 01 Spiel
  - 1983/84: 16 Spiele, 2 Tore
  - 1984/85: 10 Spiele
  - 1985/86: 12 Spiele
  - 1986/87: 25 Spiele, 1 Tor
  - 1987/88: 23 Spiele, 1 Tor

Im Sommer 1988 meldete sich Döbbelin beim drittklassigen Bezirksligisten BSG Kali in Wolmirstedt an, für den er eine Saison lang spielte. Anschließend kehrte er nach Magdeburg zurück, wo er schließlich beim Bezirksligisten Motor Mitte seine Laufbahn als aktiver Fußballspieler beendete. Danach arbeitete Döbbelin, der ein Diplom als Sportlehrer erworben hatte, als Fußballtrainer. Von 1994 bis 2000 trainierte er die 1. Fußballmannschaft von SV Fortuna Magdeburg und führte sie von der 7. Liga bis in die Amateur-Oberliga. Als Fortuna 2000 gegen den Abstieg in der Oberliga kämpfte, musste Döbbelin in der Winterpause gehen. Anschließend übernahm er bis zum Ende der Saison 2008/09 das Training des Landesligisten VfB Ottersleben in Magdeburg, um danach mit eigenen Worten „sich eine Auszeit zu gönnen“. Zur Saison 2016/17 übernahm Döbbelin das Training der Verbandsligamannschaft des Magdeburger SV Börde 1949, wurde aber bereits im Januar 2017 wieder von seiner Funktion entbunden, nachdem der Verein in Abstiegsgefahr geraten war.